# Вейденбаум, Эдуард Екабович
Эдуард Екабович Вейденбаум (латыш. Eduards Veidenbaums, 3 октября 1867 — 24 мая 1892) — латышский поэт и переводчик.

## Биография
Эдуард Вейденбаум родился 3 октября 1867 года на хуторе «Глазниеки» Приекульской волости Венденского уезда Лифляндской губернии (нынешний Цесис) в крестьянской семье. В 1872 году семья переселилась на хутор «Ка́лачи» Лиепской волости. Отец Вейденбаума, несмотря на то, что занимался сельским хозяйством, был человеком начитанным. Его страсть к знаниям унаследовал маленький Эдуард.
Перед тем как пойти в школу, Эдуард учился грамоте самостоятельно. Ему помогали его отец и брат Карлис. Мальчик читал много книг, учился также точным наукам. В итоге Вейденбаум пошел сразу в третий класс начальной школы в Вендене. Посещал занятия в Венденской приходской и Венденской уездной школах, окончил Рижскую губернскую гимназию (1886), учился на юридическом факультете Дерптского университета (1887—1891). Участвовал в основании латышского студенческого литературно-научного общества «Пипкалония» (названного так по имени одного из её создателей, студента П. Пипкалейса). Печатался в издаваемом обществом сборнике «Ларец» («Pūrs»), который с радикальных позиций пропагандировал материализм, диалектику и дарвинизм. Из почти сотни написанных Вейденбаумом стихотворений при его жизни не было издано ни одного. В периодике появлялись только переводы и статьи автора. Впервые стихотворение Вейденбаума было опубликовано спустя год после его смерти. Первая книга «Dzejas» (сборник стихотворений прошел цензуру) была издана в 1896 году в Риге.
Недолгое время, перед сдачей университетских экзаменов, работал домашним учителем в Руйене. Владел десятью языками. Во время студенчества активно переводил Горация с языка оригинала. Любимыми авторами юного Вейденбаума были: Гораций, Гейне и Шиллер. Параллельно переводил произведения известных авторов с русского, французского и немецкого. Во время учёбы в Тарту материально Эдуарду Вейденбауму помогал его старший брат Карлис. Однако на время Эдуарду пришлось прервать учёбу в университете и он был вынужден зарабатывать деньги самостоятельно. Именно в этот период студент Вейденбаум подрабатывал учителем в Руйене.
В декабре 1891 года по пути на хутор в гости к брату Вейденбаум замерз и простудился. Простая зимняя простуда переросла в тяжелую болезнь, что имело весьма серьезные последствия. Через полгода Вейденбаум умер от прогрессивного туберкулёза, похоронен на Лиепском кладбище (надгробный памятник установлен в 1967 году).

## Творчество
Эдуард Вейденбаум написал ряд работ по вопросам экономики и права: «Заметки о политической экономии» (1886), очерк «О частной собственности, капитализме и задачах рабочего класса» (1886, издан в 1908) — первое марксистское произведение на латышском языке. «Историческое развитие уголовного права и его философская основа» (напечатан в периодике, 1891), «Очерки о механике» (1894). Делал переводы Горация, Шиллера, Гейне, а также первый перевод Марсельезы на латышский язык. Оригинальные стихи Э. Вейденбаума были опубликованы после его смерти и получили широкое признание, особенно во время Латвийского национального пробуждения и Первой русской революции.

## Память
В 1953 и в 1961 годах вышли сборники стихотворений Вейденбаума, переведённых на русский язык. В 1958 году на хуторе «Ка́лачи» был открыт мемориальный дом-музей поэта. В 1961 году открыт памятник Э. Вейденбауму.
В Латвийской ССР была учреждена литературная премия Э. Вейденбаума.
До 1994 года его именем была названа одна из центральных улиц города Риги (сейчас возвращено её прежнее название — ул. Базницас). Улицы Э. Вейденбаума есть в Цесисе, Даугавпилсе, Елгаве, Юрмале, Лиепае, Сигулде и Тукумсе.